# 京田留奈
京田 留奈（Runa Kyoda、きょうだ るな）は、日本の音楽家・ピアニスト・ピアノ指導者。

## 経歴
大阪音楽大学ピアノ専攻卒業。ポーランド国立ワルシャワ・ショパン音楽院でディプロマ取得。
ヤマハグレード試験官、リトミック研究会認定講師。
奈良県音楽芸術協会、橿原音楽協会、ちえの輪倶楽部、国際芸術連盟会員（ピアノ）。
株式会社ジェービーエー所属。
奈良県にて後進の指導にあたるほか、ピアノライヴに出演。

## 受賞歴
- 大阪府青少年新進気鋭演奏家オーディション合格
- 大阪音楽大学卒業生による若い芽のコンサート合格

## 指導実績
- 大阪教育大学芸術専攻音楽コース合格
- 武庫川女子大学音楽学部ピアノ科合格
- 中学校音楽科教諭採用
- 保育士試験合格
- 音楽教室講師採用
- 選抜成績優秀者学内演奏会出演、
- プロピアニスト採用オーディション合格
- 奈良県高等学校独奏コンクールピアノ部門金賞
- ピアノフェスティバル本選最優秀賞
- ヤマハヤングピアニストコンサート地区推薦演奏会金賞
- ファイナル推薦演奏会出演
- グレンツェンピアノコンクール近畿大会銅賞・優秀賞
- ホップステップコンサート金賞
- 作曲課題学校代表選出等
- 奈良県立高円高校音楽科合格
- ベーテン音楽コンクールピアノ部門本選第１位
- 日本クラシック音楽コンクールピアノ部門本選第１位
- 伴奏ピアニストオーディション合格

## 参考
- なかえピアノ教室
- ヴェルデ辻甚クリスマススペシャルナイト(2011年)
- 国際芸術連盟　アーティスト